# Bucquoy Communal Cemetery Extension
Le Bucquoy Communal Cemetery Extension  est un cimetière militaire de la Première Guerre mondiale, situé sur le territoire de la commune de Bucquoy, dans le département du Pas-de-Calais, au sud d'Arras. 
Trois autres cimetières britanniques sont implantés sur le territoire de la commune : Quesnoy Farm Military Cemetery, Queens Cemetery (Bucquoy) et Shrine Cemetery, Bucquoy.

## Localisation
Ce cimetière est situé au nord-est du village, à l'arrière du cimetière communal. On y accède par un chemin de terre qui contourne le cimetière.

## Histoire

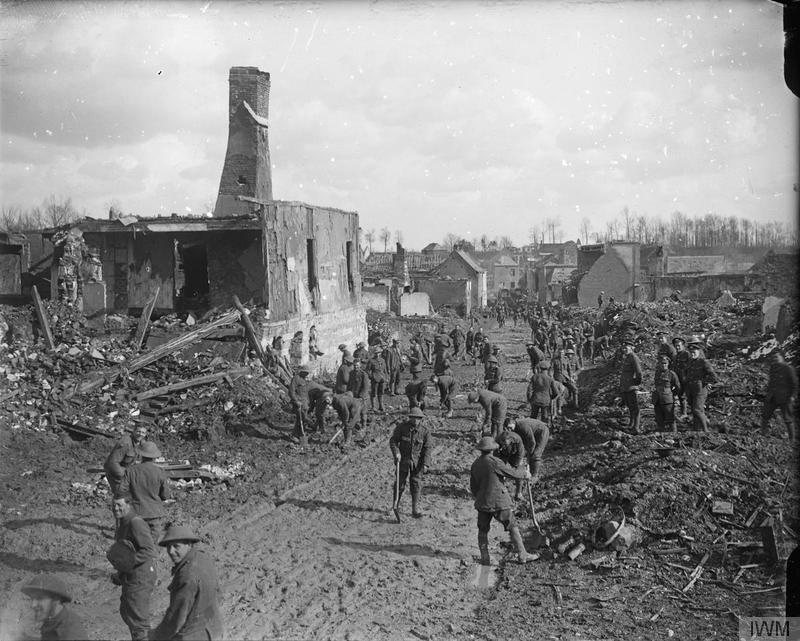
Les prisonniers britanniques réparant une rue de Bucquoy sous la surveillance d'officiers allemands en mars 1917.

Aux mains des Allemands depuis le début de la guerre, le village de Bucquoy est pris par les troupes britanniques le 17 mars 1917. Le site  est également le théâtre de très violents combats en mars et avril 1918. Le village fut définitivement libéré le 28 août 1918, lors de l'offensive des Cent-Jours. L'extension du cimetière communal de Bucquoy a été réalisée  au début de septembre 1918 pour inhumer les victimes de ces combats. Il contient 68 sépultures de la Première Guerre mondiale, toutes datant du 23 au 28 août 1918.

## Caractéristiques
Ce cimetière a un plan rectangulaire de 40 m sur 10. Il est clos par un muret de moellons.

Le cimetière a été conçu par l'architecte britannique William Harrison Cowlishaw.

## Sépultures
| Pays        | Sépultures |
| ----------- | ---------- |
| Royaume-Uni | 68         |

## Galerie

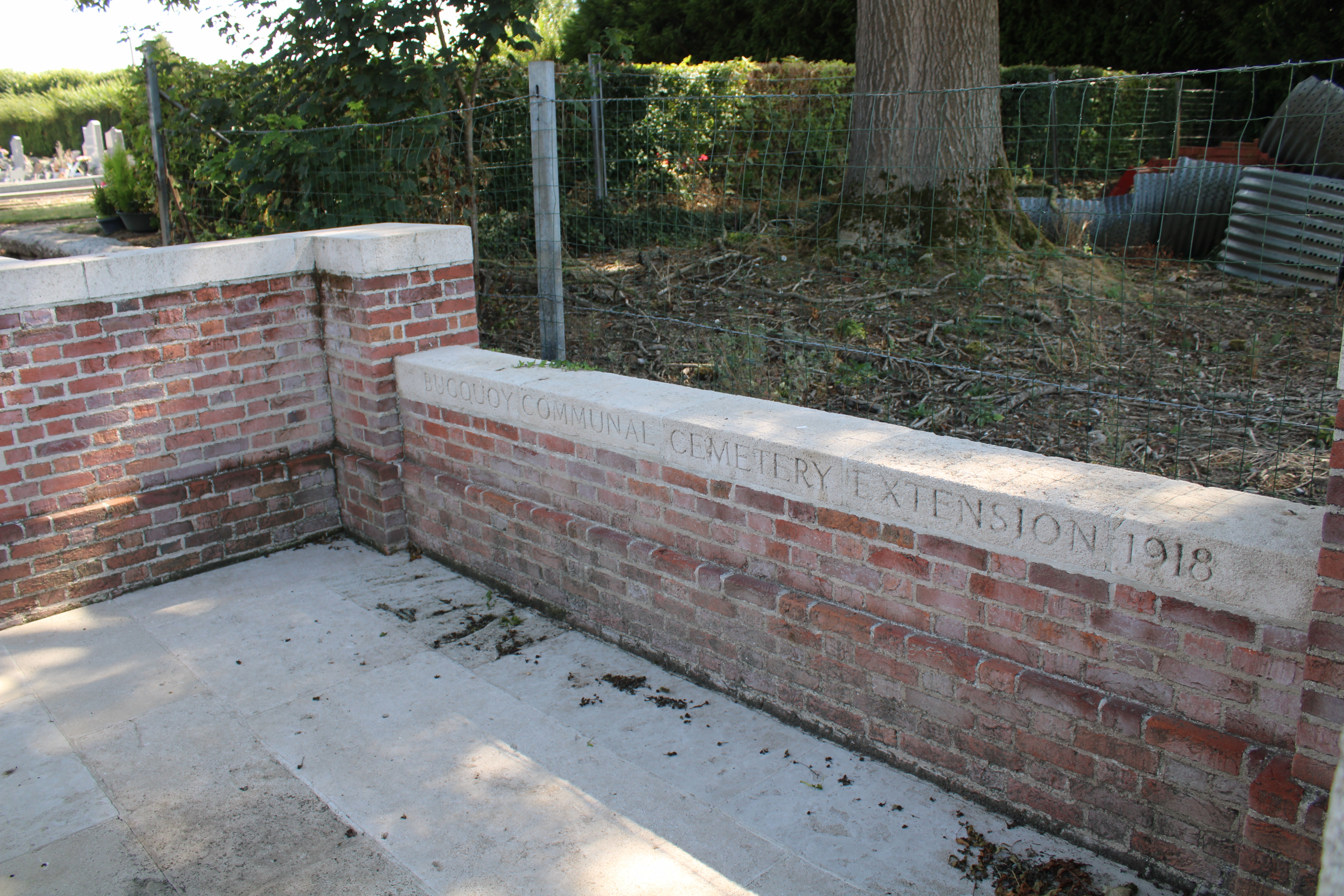
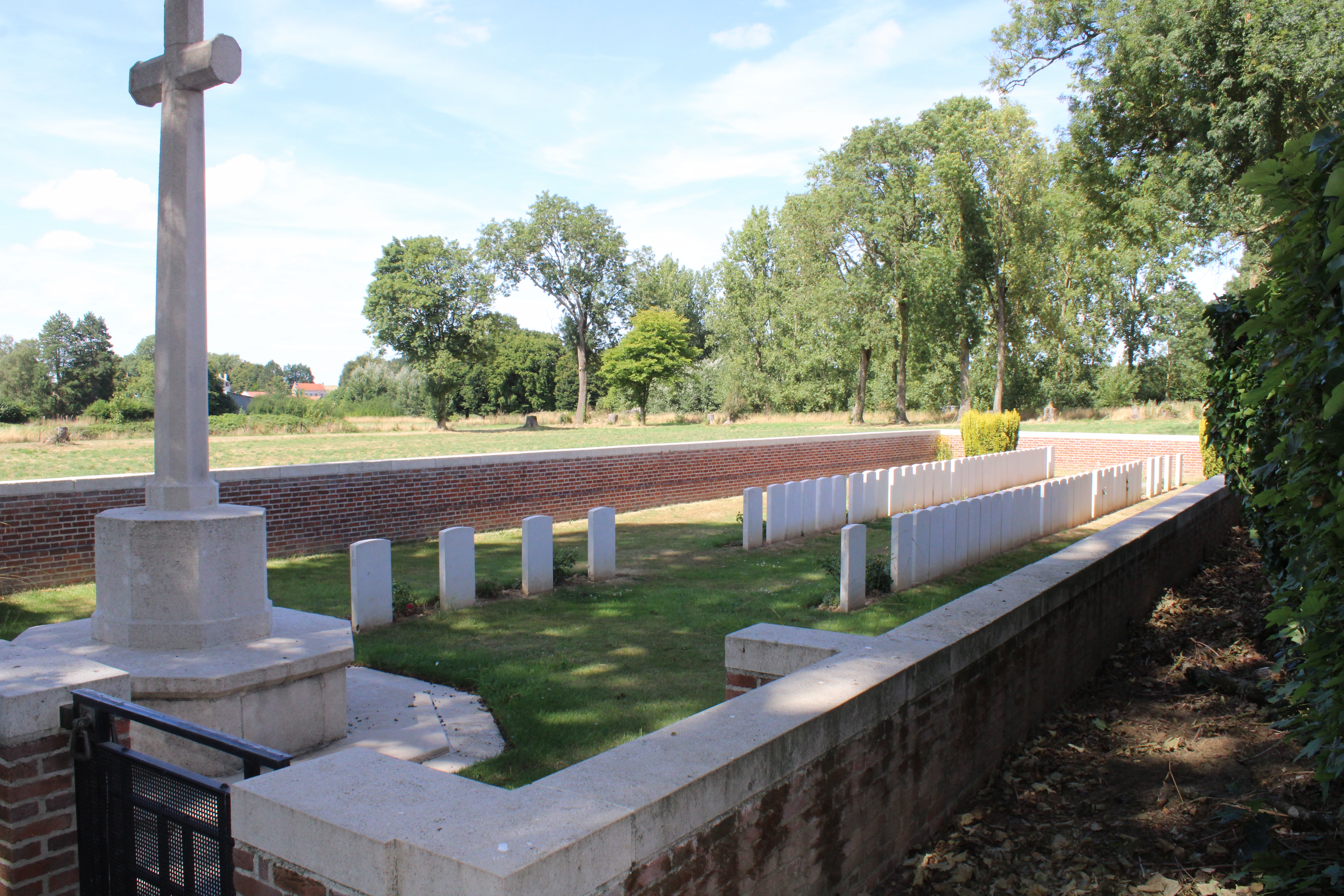
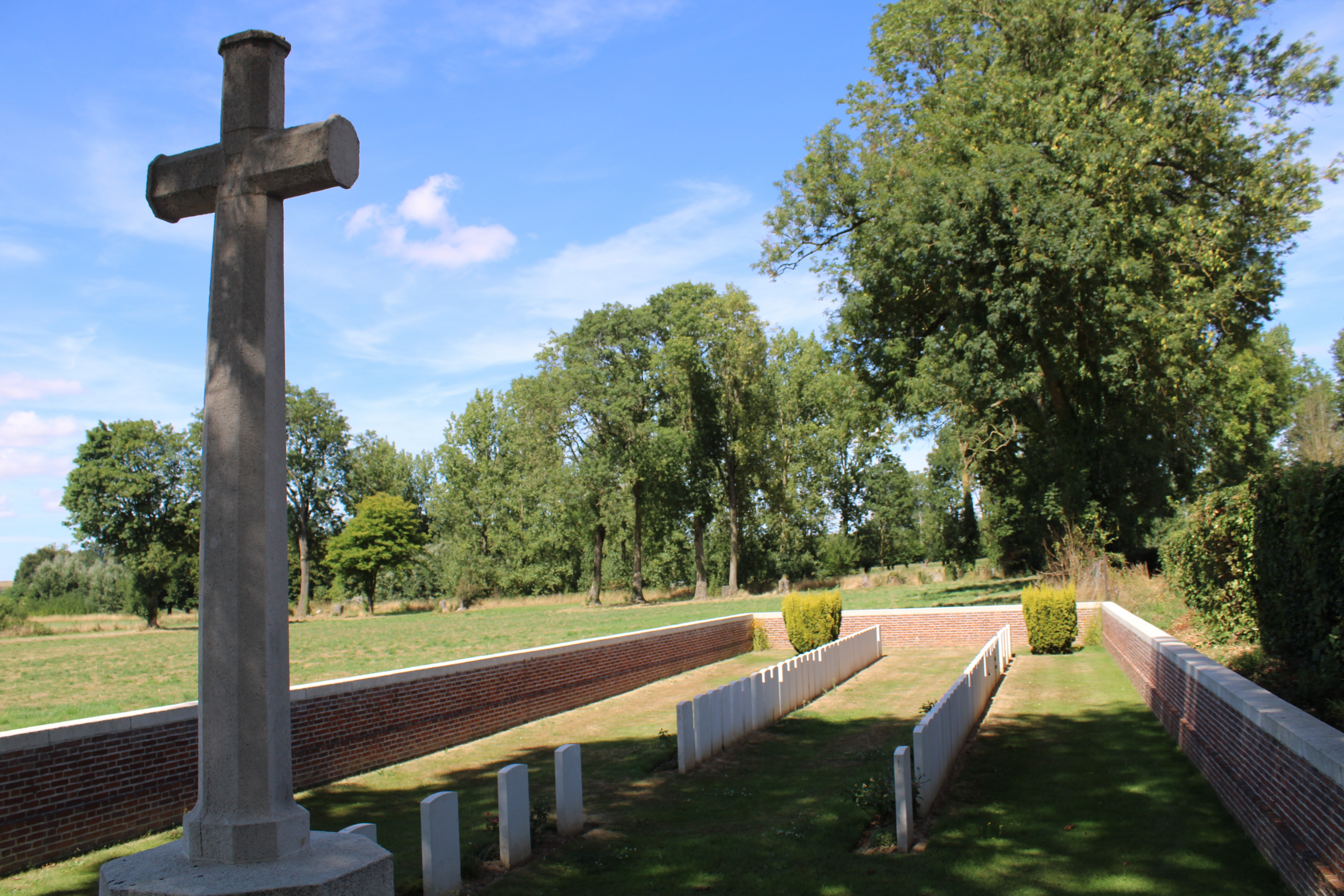
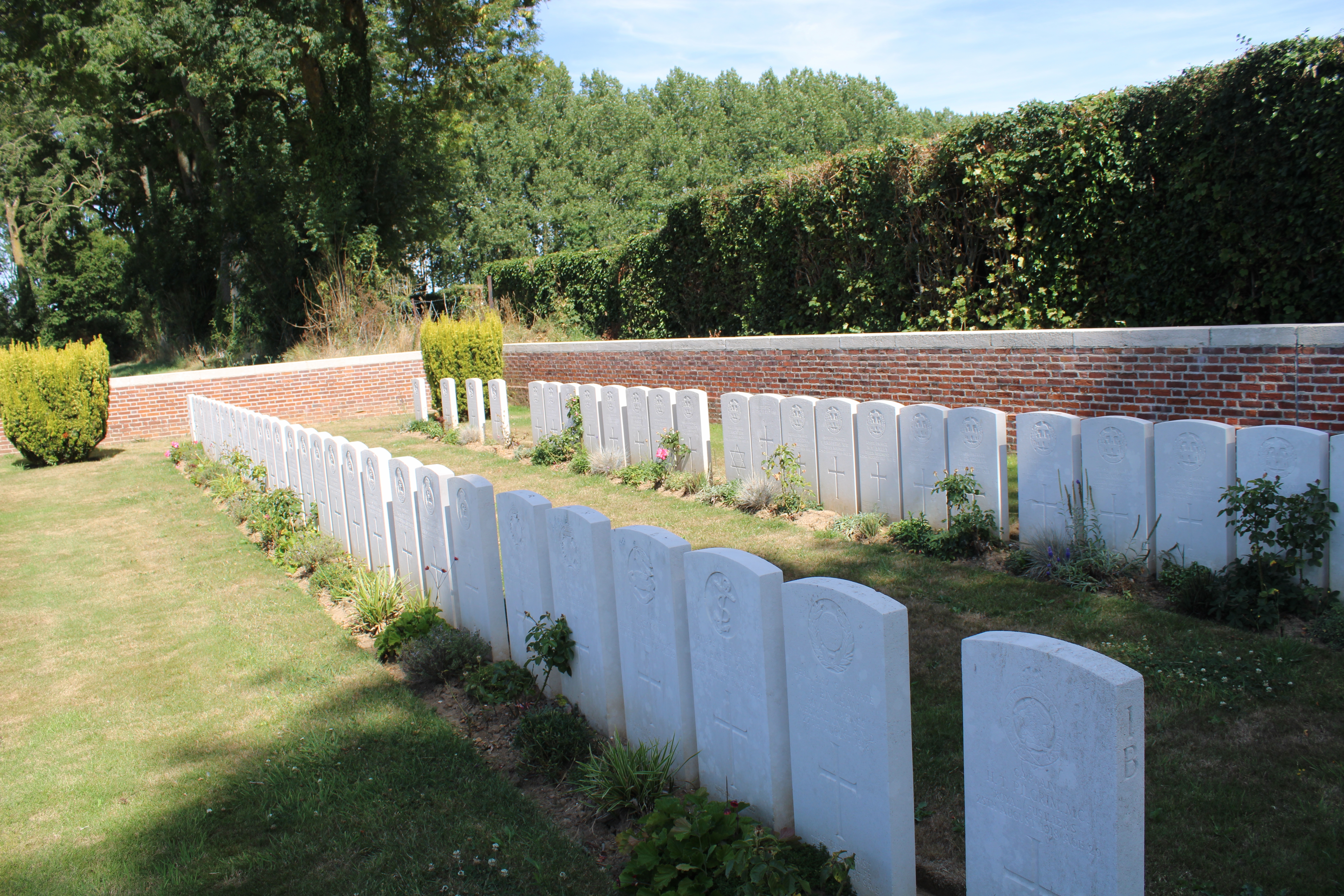
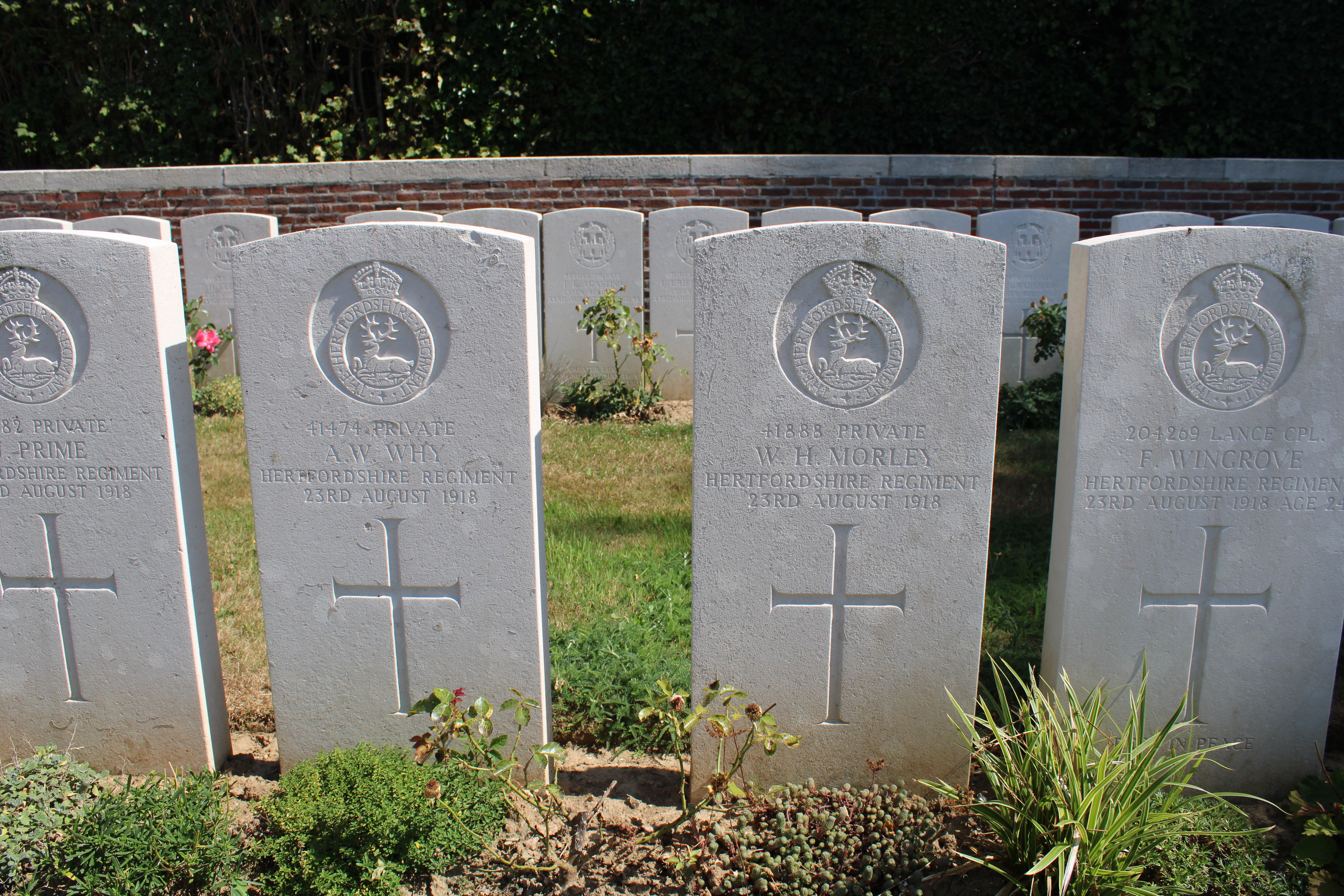
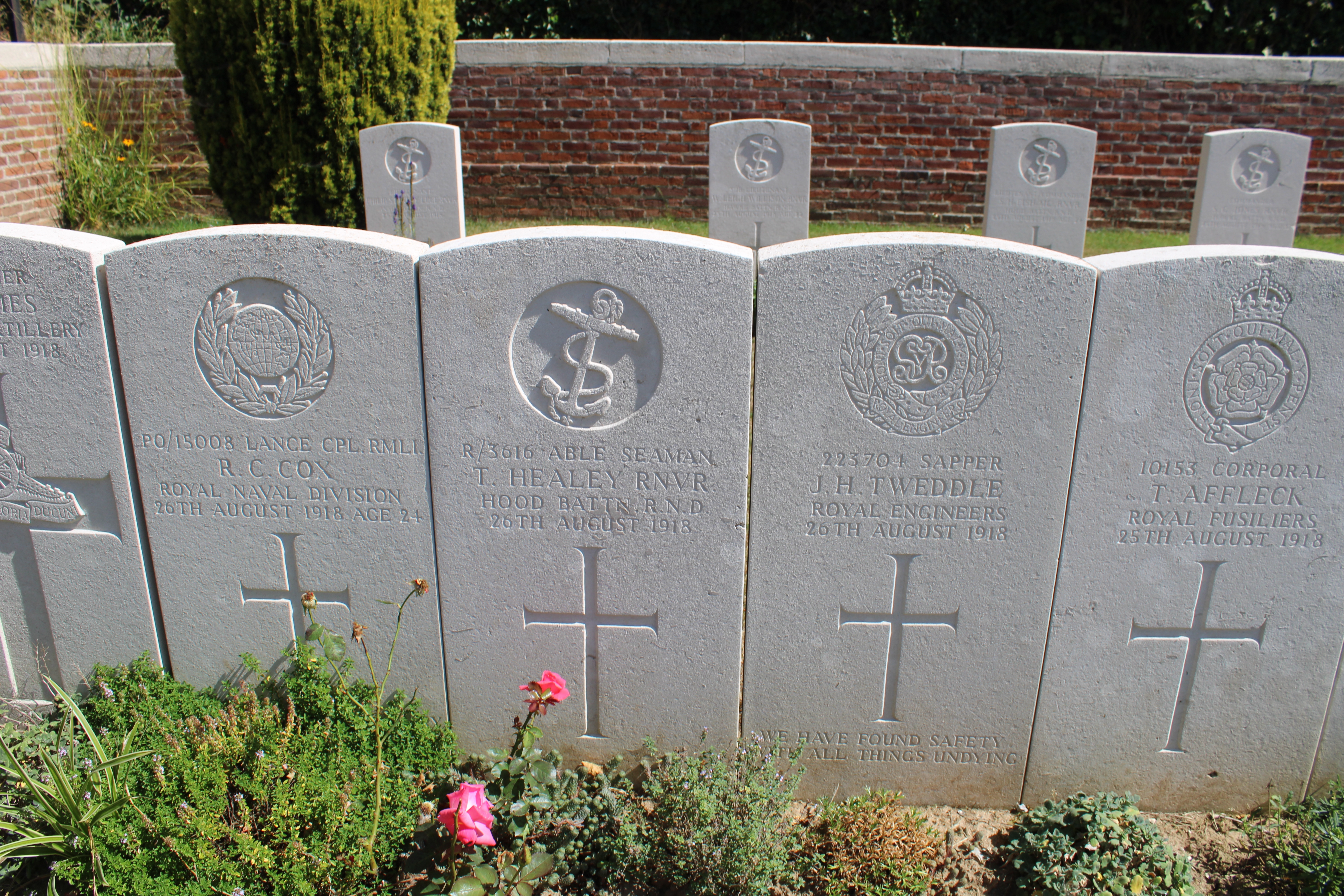
Tombes de soldats britanniques tombés les 25 et 26 août 1918.

## Pour approfondir